# Andrew Weaver
Andrew Weaver, född den 12 februari 1959 i Columbus, Ohio, är en amerikansk tävlingscyklist som tog OS-brons i lagtempolopet vid olympiska sommarspelen 1984 i Los Angeles. 